# Lokomotiva 740.3
Motorové lokomotivy řady 740.3 vznikají přestavbou ze sériových lokomotiv řady 740 (dříve řada T 448.0), které v letech 1973 až 1989 vyráběla pražská lokomotivka ČKD. Tyto modernizace provádí provozovna Jihlava společnosti CZ LOKO. Jako první si lokomotivy tohoto typu roku 2001 objednala společnost OKD, Doprava (pozdější  PKP Cargo International) a postupně vzniklo celkem 24 kusů.
Jednotlivé kusy se liší nejen v detailech, ale i v hnacím agregátu - zatímco u prvních strojů byl používán spalovací motor Caterpillar 3406 DI-TA, později začaly být dosazovány také motory Caterpillar C 15. Tyto motory mají nejen výrazně nižší výkon než původní motor K 6 S 230 DR (883 kW), ale také podstatně nižší spotřebu nafty. Především právě úspora nafty vede zákazníky k zadávání těchto modernizací.

## Vznik a průběh rekonstrukcí
Na počátku nového tisíciletí měly lokomotivy původní řady 740 za sebou již více než 25 let služby a v některých menších provozech se začala čím dál více projevovat jejich neefektivnost a příliš vysoký výkon (spalovací motor K 6 S 230 DR disponuje výkonem 883 kW). Proto začali tito zákazníci požadovat lokomotivy o nižším výkonu a jednou z možných variant bylo dosazení nového dieselagregátu do původních lokomotiv. Použit byl moderní motor americké firmy Caterpillar, konkrétně typ 3406 DI-TA o výkonu 369 kW (tedy méně než polovičním proti originálnímu motoru).

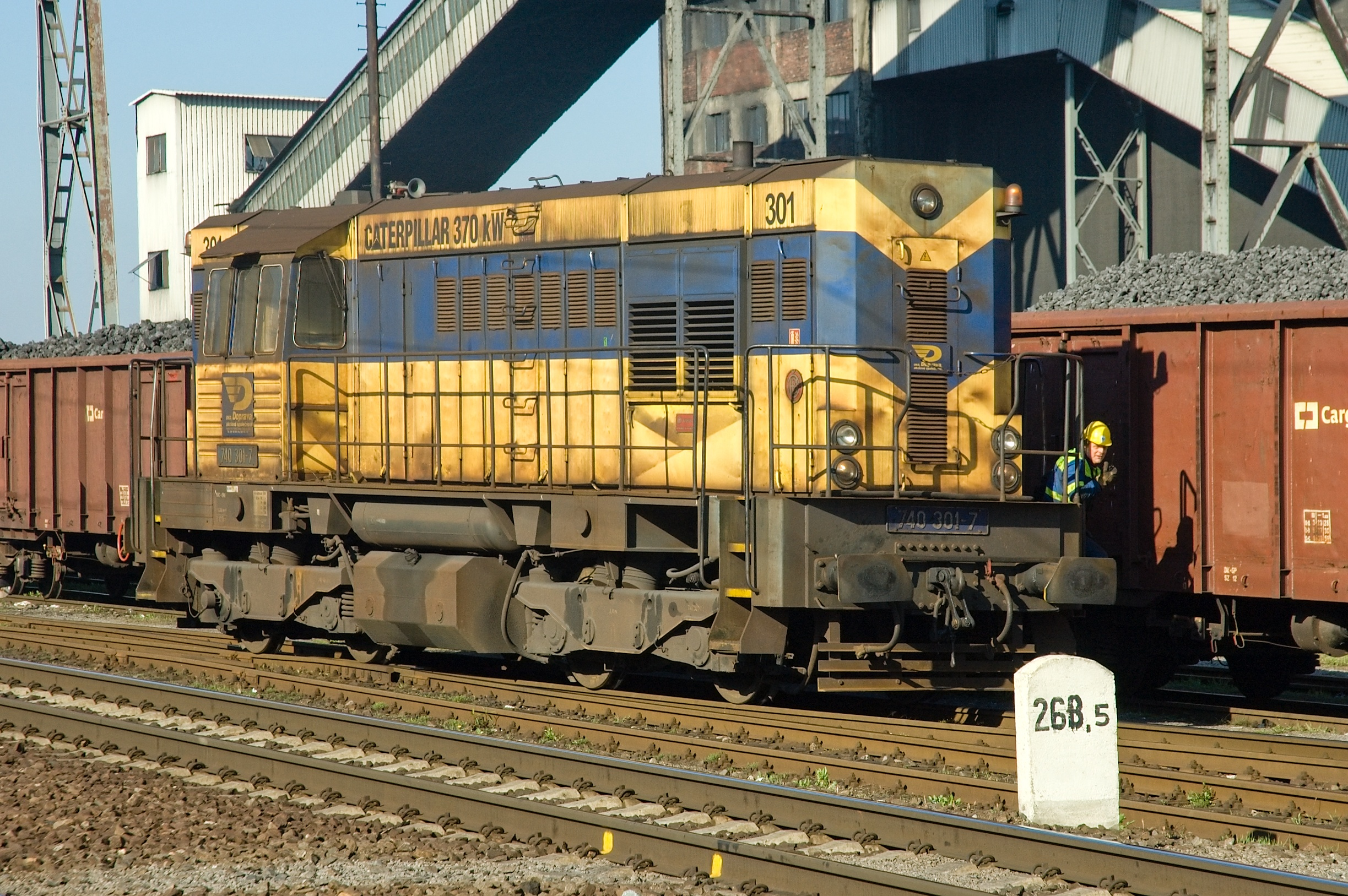
740.301 - nejstarší lokomotiva své řady

První dva stroje 740.301 (původní 740.768) a 740.302 (ex 740.624) byly dokončeny ve druhé polovině roku 2001 a poté předány zákazníkovi, jímž byla OKD, Doprava. Poté následovalo dalších pět lokomotiv pro stejného dopravce. Na první lokomotivě bylo dosazeno i dálkové ovládání OPL, u následujících strojů již tuto úpravu zákazník nepožadoval.
V roce 2005 přišla firma Caterpillar s novým typem motoru, označeným C15 a do řady 740.3 se tento agregát také dostal. Motor má mírně vyšší výkon (392 kW) a splňuje přísnější emisní limity. Poprvé byl použit u lokomotivy 740.308 pro Velkolom Čertovy schody, dokončené následujícího roku. I tento stroj dostal dálkové ovládání OPL, pro daného zákazníka šlo však o jedinou modernizaci (ostatní lokomotivy zůstaly v původním provedení). Novější variantu rekonstrukce však využily jiné firmy, další přestavěné stroje získalo AWT, Vítkovice Doprava a jeden i Královodvorské cementárny. Poslední stroj 740.324 obdržela roku 2011 DEZA Valašské Meziříčí.

## Technické provedení
Hlavním smyslem rekonstrukce je náhrada původního agregátu modernějším o menším výkonu, jenž disponuje nižší spotřebou paliva i celkovými provozními náklady. Při rekonstrukci je kromě motoru dosazen i nový trakční alternátor Siemens Drásov a elektronický řídicí systém (u lokomotiv s motorem 3406 Intelo Rego, u ostatních RV 08 NES Nová Dubnica). Zbytek pohonného soustrojí včetně elektromotorů je zachován.
Na rozdíl od ostatních rekonstrukcí (např. na řady 724, 744 a další) nebyly sníženy představky, kapoty pouze opraveny a dosazena nová světla s LED diodami, případně výstražné majáky. Na přání zákazníka je variantně možné dosadit dálkové ovládání pomocí povelové radiostanice. Původní regulace výkonu mechanickým kontrolérem byla zrušena a nahrazena taktéž elektronickým regulátorem s pákovým ovládáním (pouze u lokomotiv se systémem Intelo).

## Využití
Podobně jako stroje výchozí řady 740, i tyto lokomotivy nacházejí největší uplatnění ve vlečkové dopravě; konkrétní práce závisí na majiteli. Společnost AWT nasazuje své stroje po závodových tratích napříč celým ostravským revírem, Vítkovice Doprava je využívají pro obsluhu rozsáhlého areálu železáren (spolu s výkonnějšími lokomotivami řady 729) a například na Čertových Schodech zajišťuje dopravu na spojovací trati od vápenky ve Tmani do Berouna. Dosazení dálkového ovládání umožnilo snížit počet pracovníků na obsluhu lokomotivy a nové pohonné soustrojí vykazuje proti původním lokomotivám úsporu i více než 50 % spotřeby paliva, návratnost ceny rekonstrukce je proto vysoká. Nízký výkon lokomotivy předurčuje pouze k méně náročným výkonům, traťová služba proto náleží strojům v silnějším provedení.